# مونيكا روست
مونيكا روست (بالألمانية: Monika Rost)‏ هي عازفة آلة وترية ‏ ألمانية، ولدت في 1943 في درسدن في ألمانيا.

## وصلات خارجية
- مونيكا روست على موقع ميوزك برينز (الإنجليزية)
- مونيكا روست على موقع أول ميوزيك (الإنجليزية)
- مونيكا روست على موقع ديسكوغز (الإنجليزية)